# Demi-Haunted
Pour plus de détails, voir Fiche technique et Distribution.
Demi-Haunted est un film hongkongais réalisé par Patrick Leung, sorti le 12 octobre 2002.

## Synopsis
Buster est un jeune comédien acrobate dans une troupe de théâtre professionnelle. Pendant une représentation, il est censé rentrer sur scène et apporter une lance au comédien principal, le célèbre maître Hung, mais celle-ci disparaît dans les loges presque sous ses yeux. Désespéré, il cherche l'arme partout et tombe nez à nez avec un mystérieux fantôme accompagné d'une lanterne rouge. Sans savoir comment, Buster se retrouve dans la rue, loin du théâtre où il travaille. Il arrive in extremis sur scène avec ladite lance pour la donner à maître Hung. Mais celui-ci change brutalement d'attitude et se met à chanter une chanson d'une voix de femme. Le public s'enfuit, la pièce est arrêtée et Buster finit par être renvoyé. La nuit suivante, le fantôme vient à nouveau hanter le jeune garçon. C'est de l'aide dont il a besoin, mais Buster, dans un premier temps, ne semble pas coopératif…

## Fiche technique
- Titre : Demi-Haunted
- Titre original : Wan bok lut chaai (魂魄唔齊)
- Réalisation : Patrick Leung
- Scénario : Chan Man-tau
- Production : Kim Yip et Janet Chun
- Musique : Tommy Wai
- Photographie : Arthur Poon
- Montage : Cheung Ka-Fai
- Pays d'origine : Hong Kong
- Format : Couleurs - 1,85:1 - Dolby Digital - 35 mm
- Genre : Comédie horrifique, fantastique
- Durée : 110 minutes
- Date de sortie : 12 octobre 2002 (Hong Kong)

## Distribution
- Eason Chan : Buster Chor-bat
- Joey Yung : Ji Wan Fei
- Nicholas Tse : Chang Ho Fung
- Cheng Hei-Yi : Chloe
- Jacky Man : Jacky
- Anthony Wong : Hung
- Christine Ng : Jean
- Lau Shun : Jude
- Arthur Wong : Gangster
- Stephanie Che

## Récompenses et distinctions
- Nomination au prix de la meilleure actrice débutante (Kate Yeung), lors des Hong Kong Film Awards 2003.